# System Strowgera

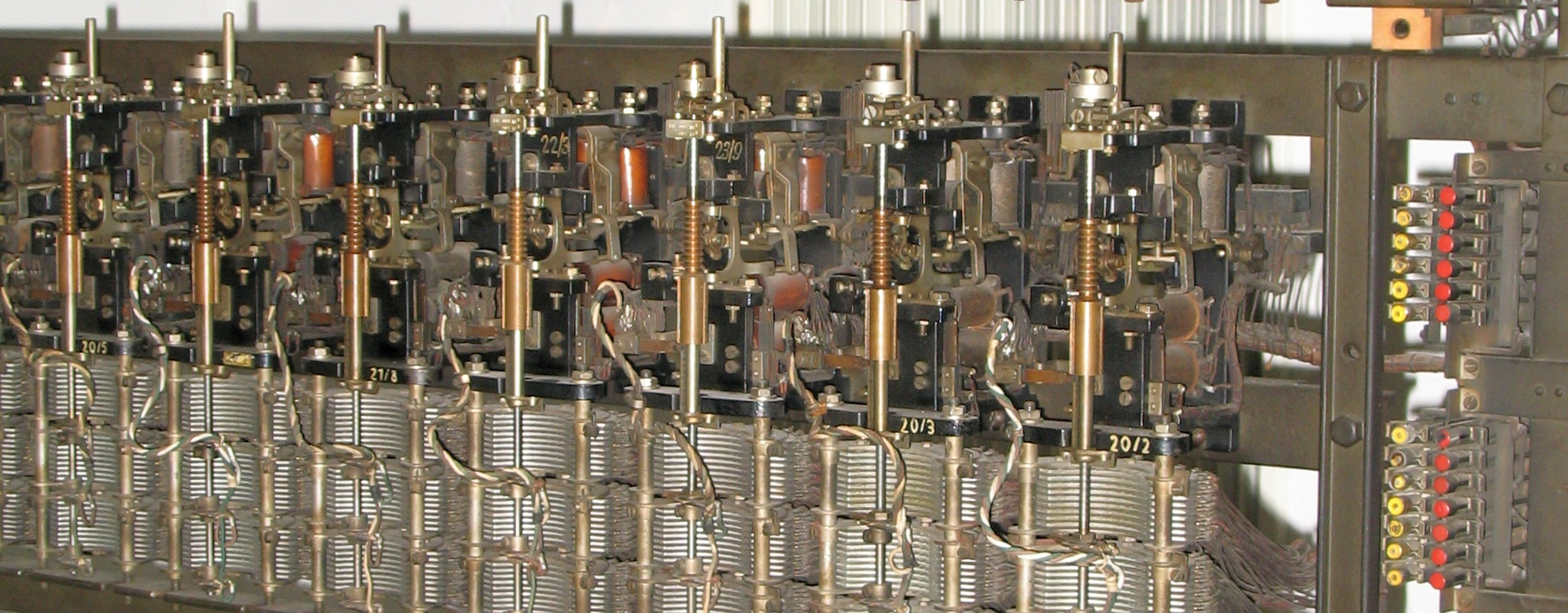
Zestaw wybieraków

System Strowgera – system automatycznych central do zestawiania połączeń telefonicznych. 

## Historia
W 1855 roku Almon B. Stowger we współpracy z A. E. Keithem i K. i J. Ericksonami wynalazł i zgłosił patent na centralę automatyczną. Miała ona wybieraki podnosząco-obrotowe o polach 100-stykowych, sterowanych bezpośrednio z aparatów abonenckich przy pomocy przycisków wybierczych. Naciśnięcie przycisku powodowało w centrali obrót ramienia wybieraka o żądaną liczbę pozycji. Później powiększył pojemność automatu przez dodanie urządzenia podnoszącego, umożliwiającego wybieranie kolejnych poziomów zestyków wybieraka, umieszczonych jeden nad drugim. System ten stał się potem znany jako system wybieraków podnosząco-obrotowych Strowgera. 
Po otrzymaniu patentu  w 1891 roku Strowger założył w Chicago fabrykę Strowger Automatic Telephone Exchange. Pierwsza automatyczna centrala została przez nią wyprodukowana i zamontowana w La Porte. Po wycofaniu się Strowgera z interesów fabrykę i patenty przejęło działające w Chicago towarzystwo Automatic Electric Co. 
W 1896 roku A. E. Keith i K. i J. Ericksonowie wynaleźli tarczę wybierczą i ulepszyli produkowane centrale. Pierwszą tego typu centralę zainstalowano w 1898 roku w Augusta. W latach 1901–1902 pierwszą tego typu centralę na 8000 numerów wybudowano w Chicago.   
Centrale systemu Strowgera do niedawna były powszechne stosowane na całym świecie. Łatwo było je rozpoznać – terkot wybieraków podnosząco-obrotowych był słyszalny z daleka. Wyparte zostały dopiero w latach 70-80 XX wieku przez centrale z wybierakiem krzyżowym, które pod koniec XX wieku zostały z kolei wyparte przez centrale cyfrowe.